# Cephalodella carina
Cephalodella carina är en hjuldjursart som beskrevs av Wulfert 1959. Cephalodella carina ingår i släktet Cephalodella och familjen Notommatidae. Inga underarter finns listade i Catalogue of Life.